# ولاية أمهرة
ولاية أمهرة هي ولاية في إثيوبيا، بلغ عدد سكانها 19٬120٬005 نسمة، في 2005، عاصمتها بحر دار، تبلغ مساحتها 154٬709٫0 كيلومتر مربع.

## الموقع
تشترك في الحدود مع:
- تيغراي.
- أوروميا.
- ولاية عفر.
- بنيشنقول-قماز.